# Acacia intorta
Acacia intorta — вид квіткових рослин з родини бобових. Ареал: Австралія (Західна Австралія).

## Середовище
Зустрічається на кам'янистих хребтах, схилах та засолених дренажних поверхнях, де він росте на вапняних та лужних глинистих ґрунтах.

## Біоморфологічна характеристика
Дерево має вузлуватий вигляд і зазвичай досягає висоти від 1,5 до 3 метрів з потрісканою та волокнистою корою сірого кольору. Він має викривлені головні гілки, які мають тенденцію до горизонтального поширення, і голі гілочки. Прямовисні вічнозелені філодії прямі і найчастіше округлі в перетині; вони гострі, жорсткі, мають довжину 5–10 см і ширину 1,5–2 мм і нечітко багатосмугасті. Цвіте з квітня по червень, утворюючи жовті квітки в колосоподібних суцвіттях від 1 до 5 см у довжину. Стручки вузької форми мають довжину від 4 до 9 см і ширину від 5 до 8 мм. Темно-коричневе насіння всередині стручків має еліптичну або довгасту форму і довжину від 4 до 7 мм.